# Lenguas oceánicas
Las lenguas oceánicas son un subgrupo de las lenguas austronesias formado por 450 lenguas. El área ocupada por sus hablantes son las islas del Pacífico de Oceanía, que incluye Polinesia, Micronesia y Melanesia (sin incluir la mayor parte de Nueva Guinea).
A pesar de esta área, las lenguas oceánicas son habladas por algo menos de 2 millones de personas. Las más habladas son el samoano con unos 300.000 hablantes y el fiyiano oriental, con 500.000 habitantes. 
El ancestro común, el cual está reconstruido se llama proto-oceánico (POc).

## Distribución geográfica

Mapa donde se observa que la región de mayor variabilidad de las lenguas oceánicas se encuentra en las islas melanesias.

Oceánico occidental. En las costas norte y este de Nueva Guinea y en Nueva Bretaña.
     Almirantazgo y yapés
     Mesomelanesio, San Matías, Nueva Irlanda y mitad noroeste de Islas Salomón.
     Salomonense sudoriental
     Temotu
     Oceánico meridional, en Nueva Caledonia y Vanuatu.
     Micronesio
     Fiyiano-polinesio o Pacífico-central, en la Polinesia y Fiyi.

## Clasificación

### Cladograma
Según Austronesian Basic Vocabulary Database la relación filial entre los grupos de lenguas oceánicas es la siguiente:
|  | Mesomelanesio (84%)     |
|  |                         |
|  | Salomonense sudoriental |
|  |                         |

|  | Micronesio                             |
|  |                                        |
|  | Fiyiano-polinesio (o Pacífico central) |
|  |                                        |

|  | Mesomelanesio (84%)     |
|  |                         |
|  | Salomonense sudoriental |
|  |                         |

|  | Micronesio                             |
|  |                                        |
|  | Fiyiano-polinesio (o Pacífico central) |
|  |                                        |

|  | Mesomelanesio (84%)     |
|  |                         |
|  | Salomonense sudoriental |
|  |                         |

|  | Micronesio                             |
|  |                                        |
|  | Fiyiano-polinesio (o Pacífico central) |
|  |                                        |

|  | Mesomelanesio (84%)     |
|  |                         |
|  | Salomonense sudoriental |
|  |                         |

|  | Micronesio                             |
|  |                                        |
|  | Fiyiano-polinesio (o Pacífico central) |
|  |                                        |

|  | Mesomelanesio (84%)     |
|  |                         |
|  | Salomonense sudoriental |
|  |                         |

|  | Micronesio                             |
|  |                                        |
|  | Fiyiano-polinesio (o Pacífico central) |
|  |                                        |

|  | Mesomelanesio (84%)     |
|  |                         |
|  | Salomonense sudoriental |
|  |                         |

|  | Micronesio                             |
|  |                                        |
|  | Fiyiano-polinesio (o Pacífico central) |
|  |                                        |

|  | Mesomelanesio (84%)     |
|  |                         |
|  | Salomonense sudoriental |
|  |                         |

|  | Micronesio                             |
|  |                                        |
|  | Fiyiano-polinesio (o Pacífico central) |
|  |                                        |

|  | Mesomelanesio (84%)     |
|  |                         |
|  | Salomonense sudoriental |
|  |                         |

|  | Micronesio                             |
|  |                                        |
|  | Fiyiano-polinesio (o Pacífico central) |
|  |                                        |

## Descripción lingüística

### Fonología
El inventario fonológico reconstruido para el proto-oceánico viene dado por:
|             |           | Labial | Labial | Alveol. | Palatal | Velar | Uvular |
| labial.     | simple    |        |        | Alveol. | Palatal | Velar | Uvular |
| ----------- | --------- | ------ | ------ | ------- | ------- | ----- | ------ |
| oclusiva    | sorda     | *pʷ    | *p     | *t      | *c      | *k    | *q     |
| oclusiva    | sonora    | *bʷ    | *b     | *d      | *j      | *g    |        |
| nasal       | nasal     | *mʷ    | *m     | *n      | *ɲ      | *ŋ    |        |
| fricativa   | fricativa |        |        | *ś      |         |       |        |
| rótica      | rótica    |        |        | *r, *dr |         |       | *ʀ     |
| aproximante | simple    | *w     |        | *l      | *y      |       |        |

### Comparación léxica
Los numerales reconstruidos para diferentes ramas de lenguas oceánicas son:
| GLOSA | Oceánico occidental | Oceánico oriental     | Oceánico oriental | Oceánico oriental | Oceánico oriental          | Oceánico oriental | Oceánico oriental         | PROTO- OCEÁNICO   |
| GLOSA |                     | PROTO- ALMIRAN- TAZGO | PROTO- TEMOTU     | PROTO- SALOMÓNICO | PROTO- OCEÁNICO MERIDIONAL | PROTO- MICRONESIO | PROTO- POLINESIO- FIYIANO | PROTO- OCEÁNICO   |
| ----- | ------------------- | --------------------- | ----------------- | ----------------- | -------------------------- | ----------------- | ------------------------- | ----------------- |
| 1     |                     | *tih                  |                   | *tai              | *tai-/ *sa-                | *te-              | *ta                       | *tasa~*tai / *esa |
| 2     |                     | *ruah                 | *-lu              | *rua              | *rua                       | *rua              | *rua                      | *rua              |
| 3     |                     | *toluh                | *-to              | *tolu             | *təlu/ *tolu               | *telu             | *tolu                     | *tolu             |
| 4     |                     | *hahu-                | *-va              | *ɸati             | *ɸati                      | *faŋi             | *vaa~ *vati               | *pati~ *pani      |
| 5     |                     | *limah                | *-li              | *lima             | *lima                      | *lima             | *lima                     | *lima             |
| 6     |                     | *wonoh                |                   | *ono              | *5+1                       | *wono             | *ono-                     | *onom             |
| 7     |                     | *10-3                 | *-bi-             | *ɸitu             | *5+2                       | *fitu             | *vitu                     | *pitu             |
| 8     |                     | *10-2                 |                   | *walu             | *5+3                       | *walu             | *walu                     | *walu             |
| 9     |                     | *10-1                 |                   | *siwa             | *5+4                       | *śiwa             | *śiwa                     | *śiwa             |
| 10    |                     | *sa-ŋa-ul             | *-ŋa-ulu          | *sa-ŋa-ɸulu       | *saŋaɸul / *2x5            | *-ŋawulu          | *[sa]-[ŋa]-pulu-          | *sa-[ŋa]-puluq    |

El inventario vocálico está formado por cinco vocales simples /*i, *e, *a, *o, *u/.